# Air Peace
Air Peace ist eine nigerianische Fluggesellschaft mit Sitz in Lagos.

## Geschichte
Air Peace wurde 2013 privat gegründet. 2014 nahm sie ihren Betrieb auf und entwickelte sich bis 2019 zu einer der größten Fluggesellschaften in Westafrika.
Aufgrund der COVID-19-Pandemie geriet die Airline in finanzielle Schwierigkeiten und konnte laut Aussagen des Geschäftsführers im Juli 2020 nur mit staatlicher Hilfe überleben.
Im Mai 2023 wurde bekannt gegeben, dass Air Peace an der neuen Nationalairline von Antigua und Barbuda Leeward Islands Air Transport einen Anteil von 70 % erwerben wird.

## Flugziele
Air Peace bedient einige nationale Ziele in Nigeria sowie sechs internationale Ziele vor allem in Westafrika. Insgesamt bedient sie 29 Ziele mit 54 Routen.

## Flotte

### Aktive Flotte

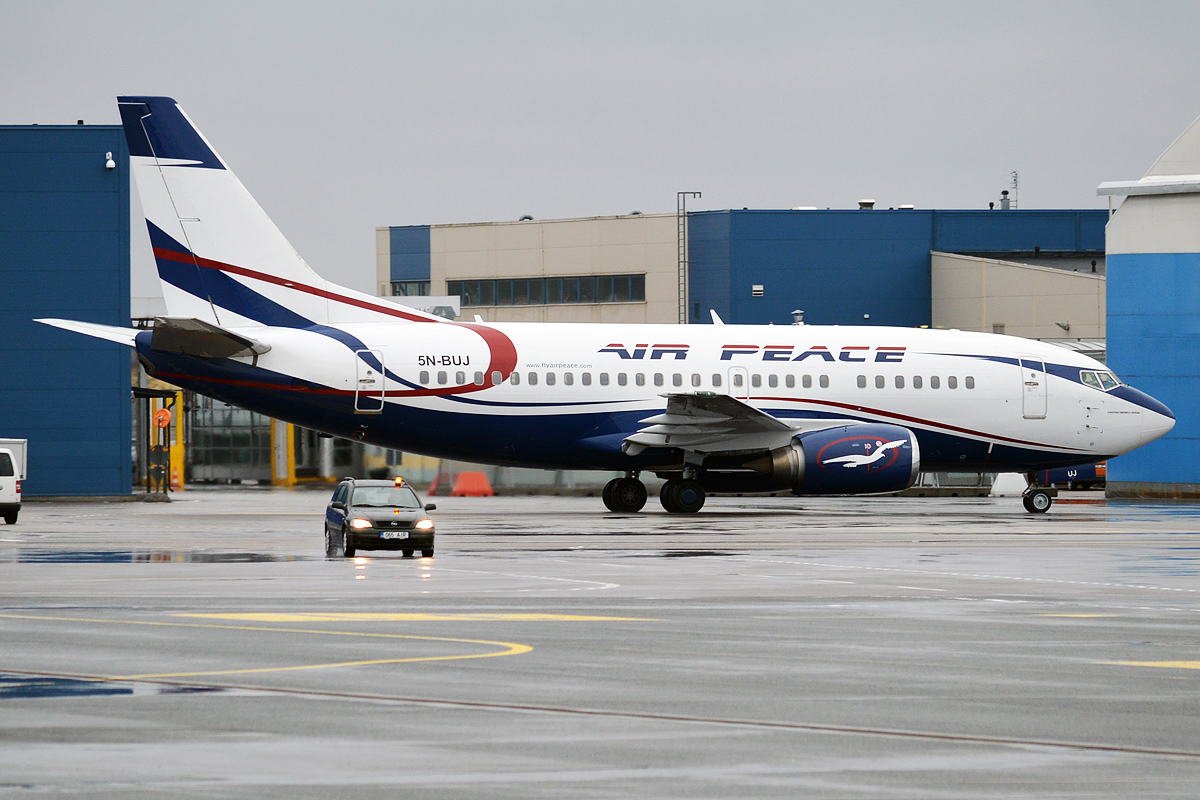
Boeing 737-500 der Air Peace

Mit Stand Mai 2025 besteht die Flotte der Air Peace aus 29 Flugzeugen mit einem Durchschnittsalter von 21,7 Jahren:
| Flugzeugtyp      | Anzahl | bestellt | Anmerkungen                                                   | Sitzplätze | Durchschnittsalter |
| ---------------- | ------ | -------- | ------------------------------------------------------------- | ---------- | ------------------ |
| Airbus A320-200  | 02     |          | einer von Avion Express Malta und einer von SmartLynx geleast | 180        | 18,4 Jahre         |
| Boeing 737-300   | 07     |          | drei inaktiv                                                  | 148        | 27,6 Jahre         |
| Boeing 737-500   | 03     |          | eine inaktiv                                                  | 128        | 29,6 Jahre         |
| Boeing 777-200ER | 02     |          | eine inaktiv                                                  | 274        | 23,2 Jahre         |
| Boeing 777-300   | 02     |          | eine inaktiv                                                  | 148        | 21,5 Jahre         |
| Embraer ERJ-145  | 08     |          |                                                               | 50         | 25,0 Jahre         |
| Embraer E175     | 0      | 05       |                                                               | 88         |                    |
| Embraer E195-E2  | 05     | 08       | vier inaktiv                                                  | 124        | 4,2 Jahre          |
| Gesamt           | 29     | 13       |                                                               |            | 21,7 Jahre         |

### Ehemalige Flugzeugtypen
- Boeing 737-700
- Boeing 737-800[8]
- Dornier Do-328JET